# Elek Ferenc
Elek Ferenc (Budapest, 1974. június 3. –) Jászai Mari-díjas magyar színész, a Budapesti Katona József Színház tagja.

## Életútja
Vér szerinti édesapja Fuszek Kálmán, aki még fia születése előtt kivándorolt Ausztriába. Első nevelőapja után kapta az Elek családnevet. Szakközépiskolában érettségizett, de gépszerelői szakmáját nem gyakorolta. Tagja volt a Héttükör Színpadnak és a Nemzeti Színház Stúdiójának. Innen vezetett útja a főiskolára, ahol 1998-ban végzett.
Azonnal szerződtette a Katona József Színház, melynek azóta is tagja. Karakterszínész „buffós” külsővel, anyaszínházában azonban a szerepek széles skáláját nyújtja. Rendszeresen vállal feladatot független, alternatív társulatokban is, többek között Vajdai Vilmos TÁP Színházában, a Stúdió K színpadán és a Godot Stand-Up Comedy Club Élet-játék improvizációs sorozatában, de láthatták a nézők a Millenáris, a Petőfi Irodalmi Múzeum és a Budaörsi Játékszín produkcióiban is.
Tizenévesen feltűnt a Szomszédok című sorozatban és azóta is sokat foglalkoztatott filmszínész. A 2010-es Filmszemlén a legjobb férfi főszereplő díját vehette át a Köntörfalak című filmben nyújtott alakításáért. Szerepelt a seregszemlén Almási Réka Team Building című alkotásában, amely az elsőfilmes kategóriában bizonyult a legjobbnak, valamint a Kolorádó Kid című filmben is.

## Szerepek

### Színház
- Euripidész: Médeia (Aigeusz)
- Szophoklész: Trakhiszi nők (Kar)
- Shakespeare
  - Szeget szeggel (Tuskó)
  - A vihar (Francisco)
  - Troilus és Cressida (Menelaus)
  - Rómeó és Júlia (Benvolio)
- Molière:
  - A fösvény  (Cléante)
  - Tartuffe (Lojális úr)
  - A mizantróp (Clitandre)
- Goethe
  - Stella (Stella inasa, Fernando inasa)
- Congreve: Így él a világ (Dutzington)
- Caragiale: Az elveszett levél (Iordache)
- Kleist:
  - Az eltört korsó (Rupi)
  - A bosszú (Santing)
- Nestroy: A talizmán (Gyuri)
- Pedro Calderón de la Barca: Az élet álom (Clotaldo)
- Brecht:
  - Puntila úr és a szolgája, (Matti)
  - Koldusopera (Horgasujjú Jakab)
- Dosztojevszkij: Az idióta (Ferdiscsenko)
- Gombrowicz: Yvonne, burgundi hercegnő (Kancellár)
- Stoppard:: Rosencrantz és Guildenstern halott (Tragédiajátszó)
- Tadeusz Różewicz: Csapda (Apa)
- Fallada: Mi lesz veled, emberke? (Johannes Pinneberg)
- Klíma: Alulról az ibolyát! (Professzor)
- Handke: Az óra, amikor semmit nem tudtunk egymásról
- Arthur Schnitzler: Távoli vidék (Gustl)
- Theresia Walser: King Kong lányai (Kapus néni)
- Schimmelpfennig: Előtte-utána
- Vvegyenszkij: Ivanovék karácsonya
- Knut Hamsun: Az éhség
- Thomas Bernhard: A Színházcsináló (Caribaldi)
- Balassi Bálint: Szép magyar komédia (Dienes)
- Vörösmarty Mihály: Csongor és Tünde (Mirígy)
- Ödön von Horváth: Mesél a bécsi erdő (Oszkár)
- Molnár Ferenc: Játék a kastélyban (Titkár)
- Weöres Sándor: Szent György és a Sárkány (Silvano, Redvulfus)
- Örkény István: Pisti a vérzivatarban (Pisti)
- Hamvai Kornél: Hóhérok hava  (Gyóntató, Irodista, Zsandár)
- Vinnai András–Bodó Viktor: Motel (Wilson, Conrad, Sörtn Garbarek, Hubble Övtaskazin, Omar Karminsky)
- Vinnai András: Vakond (Serif)
- Molière - Bodó Viktor:  A nagy Sganarelle és Tsa
- Hubay Miklós–Vas István–Ránki György: Egy szerelem három éjszakája (Sándor)
- Papp András–Térey János: Kazamaták
- Bozsik Yvette: Playground
- Bán Zoltán–Máté Gábor: A rendőrfőnök jó fiú
- Pelsőczy Réka: Én egy szemüveges kisfiú vagyok
- Peer Krisztián-Szabó Réka: Gyász
- Dorota Masłowska: Két lengyelül beszélő szegény román (Sofőr)
- Georg Büchner - Robert Wilson - Tom Waits - Kathleen Brennan: Woyzeck (Bolond-kikiáltó)

## Mozgókép

### Filmszerepei
- Ma este gyilkolunk (2024)
- Lepattanó (2024)
- Lefkovicsék gyászolnak (2024)
- Semmelweis (2023)
- Szelfi Egyetem (2023)
- Háromezer számozott darab (2023)
- 129 (2023)
- A gyémánt út pora (2022)
- Szia, Életem! (2022)
- Bűnös város (2021)
- El a kezekkel a Papámtól! (2021)
- Így vagy tökéletes (2021)
- Hab (2020)
- Zárójelentés (2020)
- Pesti balhé (2020-Lóth Balázs)
- Most van most (2019)
- BÚÉK (2018)
- Nyitva (2018)
- Hurok (2016)
- Gondolj rám (2016)
- Dumapárbaj (2014)
- Team Building (2010)
- Kolorádó Kid (2010)
- Köntörfalak (2009)
- Made in Hungária (2009)
- Átváltozás (2009)*[6]
- Variációk (2009)*
- 9 és ½ randi (2008)
- Mázli (2008)
- Buhera mátrix (2007)
- S.O.S. szerelem! (2007])
- Tibor vagyok, de hódítani akarok (2006)
- Bányató (2006)
- Coming Soon (2006)*
- A harag napja (Day of Wrath, 2006)
- Herminamező - Szellemjárás (2005)
- Ősfény - Urlicht (2005)
- Kész cirkusz (2005)
- Állítsátok meg Terézanyut! (2004)
- Antik (2004)*
- Az ügynök élete (2004)
- Listestvér (2003)
- Tesó (2003)
- 1 és semmi (2003)*
- Kalózok (1999)*[7]
- A hal (1998)
- Áldott állapot (1998)*
- Bóbita (1998)*
- Pannon töredék (1998)
- Tamás és Juli (1997)

### TV
- A sárga telefon (1986)
- A varázsló mama (1987)
- Micike és az Angyalok (1987)
- Szomszédok (1987–1992)
- Alapképlet (1989)
- Áldott állapot (1998)
- Kisváros (2000)
- Mátyás, a sosem volt királyfi (2006)
- Könyveskép (2006–2007)
- Bányató (2007)
- A cég – A CIA regénye (2007)
- Született lúzer (2008)
- Koccanás (2009)
- Casino (2011)
- A néma szemtanú (2011)
- Feljegyzések az egérlyukból (2011)
- Társas játék (2011)
- Munkaügyek (2012–2017)
- Hacktion: Újratöltve (2012)
- A berni követ (2014)
- Ketten Párizs ellen (2015)
- Félvilág (2015)
- Oltári csajok (2017)
- Trezor (2018)
- A tanár (2018–2022)
- Válótársak (2018)
- Ida regénye (2022)
- A Király (2022)
- Tündérkert – Kísértések kora (2023)[8]

#### Szinkron
Közel száz filmben szinkronizált, hasonló számú színészt. 
- Dagi Albert (2004): Dagi Albert - Kenan Thompson
- A házasság buktatói: Hızır Mutlu - Anıl Çelik
- Barátom, Róbert Gida (2018): Malacka - Nick Mohammed
- Star Wars: Látomások (2021): Kamahachi - Takagi Vataru (japán) - Keone Young (angol)
- A magadfélék (2023): Ezra - Jonah Hill

#### CD-k, hangoskönyvek
- Julia Donaldson - Axel Scheffler: A graffaló + 6 másik mese

### Rádió
- Vacka Rádió
- Csehov: A svéd gyufa
- Egy elmeorvos vallomása (2019)

## Díjai
- PUKK-díj (2004, 2007, 2018[9])
- Kamera Hungária (2003)
- Vastaps-díj – A legjobb férfi főszereplő (2003, 2008)
- Magyar Filmszemle: Legjobb férfialakítás (2010)
- Jászai Mari-díj (2010)
- Bezerédj-díj (2012)[10]
- Szinkronszemle Legjobb Férfi főszereplő Díja (2021)[11]
- Vastaps-díj – A legjobb férfi mellékszereplő (2010, 2022)[12]
- Máthé Erzsi-díj (2024)[13]

## Kép és hang
- Beszélj hozzád!
- TÁP Színház: Lélekfakír
- A könyvügynök című bohózatban

## Rádió
- Szakonyi Károly: A prágai szerelmesek (1993)
- Jókai Mór: A tengerszemű hölgy (2000)
- Vörösmarty Mihály: Kincskeresők (2000)
- Goldoni, Carlo: A patikus avagy a szimuláns kisasszonyka (2001)
- Federico Fellini: Az ideális utazás (2002)
- Csehov, Anton Pavlovics: A svéd gyufa (2005)
- Mikó Csaba: A két kis angol (2007)
- Rejtő Jenő: Csontbrigád (2007)
- Podmaniczky Szilárd: Albert Einstein paprikás krumpli (2014)
- Berta Zsolt: Kalef (2018)
- Fekete István: Bogáncs (2019)

## Családja
Volt párjával, Edittel való kapcsolatából született fia, Márton 2006 februárjában. 2019 óta van együtt jelenlegi párjával, Szilviával.

## Hitvallás
„„Az Ikrek jegyében születtem. Sokféle állapot, érzelem kavarog bennem. Volt szerepem, amit buffóra vettem, de játszom molière-i hősszerelmest is, ahol azt tartom a legfontosabbnak, hogy a figura hús-vér ember legyen, akinek követhető sorsa van. Számomra az a jó rendező, akinek az instrukciója a bőr alá megy. A jó rendező általában jó pedagógus. Ezért nagy öröm és büszkeség, hogy a Katona tagja lehetek, mert itt figyelnek rám és nevelnek. Szeretném magam megtalálni. Hogy elmondhassam, én – én vagyok. Illetve én – én leszek.””